# Ornithodoros eremicus
Ornithodoros eremicus är en fästingart som beskrevs av Cooley och Glen M. Kohls 1941. Ornithodoros eremicus ingår i släktet Ornithodoros och familjen mjuka fästingar. Inga underarter finns listade i Catalogue of Life.